# Pelham Manor
Pelham Manor és una població dels Estats Units a l'estat de Nova York. Segons el cens del 2000 tenia 5.466 habitants.

## Demografia
Segons el cens del 2000, Pelham Manor tenia 5.466 habitants, 1.862 habitatges, i 1.504 famílies. La densitat de població era de 1.586,8 habitants per km².
Dels 1.862 habitatges en un 43,3% hi vivien nens de menys de 18 anys, en un 71,1% hi vivien parelles casades, en un 7,4% dones solteres, i en un 19,2% no eren unitats familiars. En el 17,5% dels habitatges hi vivien persones soles el 8,2% de les quals corresponia a persones de 65 anys o més que vivien soles. El nombre mitjà de persones vivint en cada habitatge era de 2,93 i el nombre mitjà de persones que vivien en cada família era de 3,32.
Per edats la població es repartia de la següent manera: un 29,7% tenia menys de 18 anys, un 4% entre 18 i 24, un 25,4% entre 25 i 44, un 26,9% de 45 a 60 i un 14% 65 anys o més.
L'edat mediana era de 40 anys. Per cada 100 dones de 18 o més anys hi havia 86,8 homes.
La renda mediana per habitatge era de 112.553 $ i la renda mediana per família de 138.231 $. Els homes tenien una renda mediana de 93.054 $ mentre que les dones 52.424 $. La renda per capita de la població era de 61.104 $. Entorn del 3,1% de les famílies i el 4,3% de la població estaven per davall del llindar de pobresa.